# Johann Roger Christian Corwante
Johann Roger Christian Corwante (geboren 1712 oder 1720 in Celle; gestorben 10. August 1753 in Hameln) war ein deutscher Theologe  und Schulleiter an der Hamelner Stadtschule.

## Leben
Corwante immatrikulierte sich am 11. Mai 1737 an der Universität Göttingen, an der er 1740 als Respondent für die dort unter Johann Matthias Gesner in lateinischer Sprache publizierte Hochschulschrift De philosophia in scholis rite tractanda fungierte.
Corwante war Mitglied der Deutschen Gesellschaft zur Förderung der deutschen Sprache; auch stand er in Bezug zu Johann Christoph Gottsched.
Als „ein dem hohen Schlemmingschen Hause verpflichteter Diener“ dichtete er beispielsweise Hochzeitsreime zur Eheschließung des Halberstädter Amtsmajors Gottfried Ludewig Diederich mit der Jungfrau Johanna Sophia Margarethe Schlemm am 1. Juni 1741 in Harste.
Ab 1741 arbeitete Corwante zunächst als Konrektor unter Just Heinrich Leo und ab 1748 als Rektor an der städtischen Schule in Hameln.

## Schriften
- Johann Matthias Gesner, Johann Roger Christian Corwante: De philosophia in scholis rite tractanda, Jo. Matthi. Gesner. Def. Jo. Roger. Christ. Corwante, aut., Göttingen: Johann Christian Ludwig Schulz, 1740; Google-Books
- Als Der Hochedelgebohrne und Hochgelahrte Herr Herr Gottfried Ludewig Diederich ... Mit Der ... Jungfer Joh. Sophia Marg. Schlemm sich im Jahr 1741 den 1. Jun. zu Harste ehelich verband, sollte zu dieser glücklichen Verbindung den schuldigen Glückwunsch gehorsamst ablegen Ein dem hohen Schlemmischen Hause verpflichtester Diener J.R.C. Corwante. Der Deutschen Gesellschaft in Göttingen Mitglied, Goettingen: Gedruckt bey Joh. Christoph Ludolph Schultzen, Univ. Buchdr., [1741]; Digitalisat der UB Göttingen
- Als Der Hochedelgebohrne und Hochgelahrte Herr Herr Johann Friderich Moller Würdiger Burgermeister der Stadt Hameln Sein geliebtes Töchterchen Dorotheen Emerentien Den 7ten Novemb. 1746. ... bestatten ließ Solte den Durch diesen frühzeitigen Tod schmerzlich betrübten Eltern sein schuldiges Beyleid bezeugen Ein Dem wehrten Traurpaar ergebenster Diener J.R.C. Corwante., Lemgo: gedruckt mit Meyerischen Schriften, 1746; Volltext der Staats- und Universitätsbibliothek Göttingen
- Vorläufige Abhandelung Von dem Höchsten Gute, Dem Grunde der menschlichen Glückseligkeit. Womit Die Patronen, Gönner und Freunde zu Anhörung einiger Reden, Welche den 8 Febr. 1747. in den Vormittagsstunden sollen gehalten werden, gehorsamst und ergebenst einladet F.R.C. Corwante. Hamelei Conrector, Lemgo: gedruckt mit Meyerschen Schriften, 1747; Digitalisat mit Volltext-Recherchemöglichkeit der Humboldt-Universität zu Berlin
- Christoph Friedrich Fein, Friedrich Wilhelm Strohmeyer, Johann Roger Christian Corwante: Versuch Regelmäßiger Gedanken von beßerer Einrichtung der teutschen Rechtschreibekunst. Bei Gelegenheit der Jacobi- und Seipischen Eheverbindung ... überreichet von einigen Liebhabern der teutschen Sprache, Hannover, gedruckt bei Johann Daniel August Fuchs, 1748